# Ondřej Tunka
Ondřej Tunka (Jablonec nad Nisou, 29 de septiembre de 1990) es un deportista checo que compite en piragüismo en la modalidad de eslalon.
Ganó cuatro medallas en el Campeonato Mundial de Piragüismo en Eslalon entre los años 2015 y 2018, y tres medallas de oro en el Campeonato Europeo de Piragüismo en Eslalon entre los años 2017 y 2022.
En los Juegos Europeos de Cracovia 2023 consiguió una medalla de oro en la prueba de K1 cross.

## Palmarés internacional
| Campeonato Mundial | Campeonato Mundial             | Campeonato Mundial | Campeonato Mundial |
| Año                | Lugar                          | Medalla            | Competición        |
| ------------------ | ------------------------------ | ------------------ | ------------------ |
| 2015               | Londres (Reino Unido)          | Medalla de oro     | K1 por equipos     |
| 2017               | Pau (Francia)                  | Medalla de oro     | K1 individual      |
| 2017               | Pau (Francia)                  | Medalla de oro     | K1 por equipos     |
| 2018               | Río de Janeiro (Brasil)        | Medalla de bronce  | K1 por equipos     |
| Juegos Europeos    |                                |                    |                    |
| Año                | Lugar                          | Medalla            | Competición        |
| 2023               | Cracovia (Polonia)             | Medalla de oro     | K1 cross           |
| Campeonato Europeo |                                |                    |                    |
| Año                | Lugar                          | Medalla            | Competición        |
| 2017               | Tacen (Eslovenia)              | Medalla de oro     | K1 por equipos     |
| 2018               | Praga (República Checa)        | Medalla de oro     | K1 por equipos     |
| 2022               | Liptovský Mikuláš (Eslovaquia) | Medalla de oro     | K1 por equipos     |